# Kumgeçit
Kumgeçit (kurmandschi: Bazîvan, auch Bazîwan) ist ein jesidisches Dorf im Südosten der Türkei. Das Dorf liegt ca. 20 km südöstlich von Beşiri im gleichnamigen Landkreis Beşiri in der Provinz Batman. Der Ort befindet sich in Südostanatolien.

## Geschichte und Bevölkerung
Der ursprüngliche Name des Dorfes lautet Bazivan (auch Baziwan). Durch die Türkisierung geographischer Namen in der Türkei wurden die Dörfer umbenannt. Kumgeçit ist heute meist ein verlassenes Dorf. Das Dorf hatte ausschließlich jesidische Bevölkerung.
Im Jahr 2000 lebten in dem Dorf noch 15 Menschen. 2012 lebten dort 5 Familien.